# رافائل شیشمانیان
رافائل مارتیروسی شیشمانیان (ارمنی: Ռաֆայել Մարտիրոսի Շիշմանյան؛ زاده ۶ ژوئن ۱۸۸۵ - درگذشته ۴ آوریل ۱۹۵۹) نقاش، تاریخ‌نگار هنر، هنرمند اهل ارمنستان بود. وی بین سال‌های - تا - میلادی فعالیت می‌کرد.

## زندگی‌نامه
وی در ۱۵ ژوئن [سبک قدیمی: ۶ ژوئن] ۱۸۸۵ در ایلیچ به دنیا آمد و از کدروناکان وارژاران (۱۹۰۷) فارغ‌التحصیل گشت. وی عضو اتحادیه نقاشان ارمنستان و اتحادیه هنرمندان آزاد ارمنستان بود. وی همچنین برنده جوایزی همچون چهره هنری شایسته ارمنستان شوروی ()  شد. وی در ۴ آوریل ۱۹۵۹ در سن ۷۳ سالگی در ایروان درگذشت.

## نگارخانه

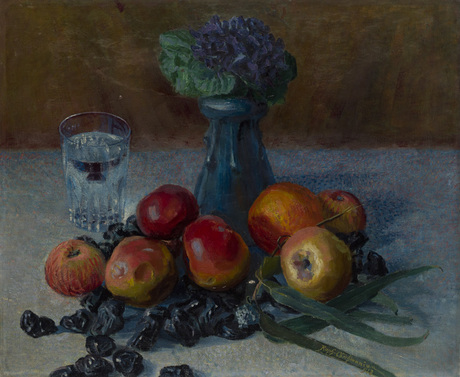

## یادداشت
1. ↑  Լիճք